# Wolfgang Brinkmann
Wolfgang Brinkmann, född den 23 maj 1950 i Bielefeld i Tyskland, är en västtysk ryttare.
Han tog OS-guld i lagtävlingen i hoppning i samband med de olympiska ridsporttävlingarna 1988 i Seoul.